# Cantonul Marseille-Les Grands-Carmes
Cantonul Marseille-Les Grands-Carmes este un canton din arondismentul Marseille, departamentul Bouches-du-Rhône, regiunea Provence-Alpes-Côte d'Azur, Franța.